# الجامعة التونسية للرماية
الجامعة التونسية للرماية (بالفرنسية: Fédération Tunisienne de Tir)‏ هي جامعة رياضية تونسية، تشرف على رياضة الرماية في تونس.

## الأهداف
تهدف الجامعة إلى:
- تنظيم وتطوير ومراقبة ممارسة رياضة الرماية بمختلف أشكالها على التراب التونسي.
- إدارة وتنسيق أنشطة الجمعيات التي تضم الأعضاء الممارسين لرياضة الرماية بمختلف أشكالها.
- الدفاع عن مصالح رياضة الرماية في تونس.

## المسيرون
- الرئيس : الطاهر المطماطي

## مقالات ذات صلة
- رماية

## وصلة خارجية
- الموقع الرسمي للجامعة التونسية للرماية.